# Léthuin
Léthuin is een gemeente in het Franse departement Eure-et-Loir (regio Centre-Val de Loire) en telt 159 inwoners (1999). De gemeente behoort tot het kanton Auneau van het arrondissement Chartres.

## Geografie
De oppervlakte van Léthuin bedraagt 7,3 km², de bevolkingsdichtheid is 21,8 inwoners per km².
De onderstaande kaart toont de ligging van Léthuin met de belangrijkste infrastructuur en aangrenzende gemeenten.

## Demografie
Onderstaande figuur toont het verloop van het inwonertal (bron: INSEE-tellingen).